# Agathodes
Agathodes is een geslacht van vlinders van de familie van de grasmotten (Crambidae), uit de onderfamilie van de Spilomelinae. De wetenschappelijke naam voor dit geslacht is voor het eerst gepubliceerd in 1854 door Achille Guenée. 

## Soorten
- A. bibundalis Strand, 1913
- A. caliginosalis Snellen, 1895
- A. designalis Guenée, 1854
- A. dufayi Rougeot, 1977
- A. galapagensis B. Landry, 2016
- A. incoloralis (Hampson, 1918)
- A. isabella Viette, 1989
- A. minimalis Hampson, 1912
- A. modicalis Guenée, 1854
- A. monstralis Guenée, 1854
- A. musivalis Guenée, 1854
- A. ostentalis (Geyer, 1837)
- A. paliscia Turner, 1908
- A. rebeli Tams, 1935
- A. thomensis Castel-Branco, 1973
- A. transiens Munroe, 1960